# Барикадна вулиця (Дніпро)
Барикадна вулиця — вулиця на сході Половиці у Соборному й Шевченківському районах міста Дніпро.
Вулиця крива, розташована під Горою, з невеликим похилом угору від вулиці Самарського до Крутогірного узвозу.
Довжина вулиці — 550 м.

## Археологія
На Барикадній вулиці виявлено сліди скіфського поселення V-III сторіччя до Р.Х..

## Історія
Вулиця є на генеральному плані Івана Старова, як існуюча вулиця Половиці.
Найдавніша відома назва Підгородня вулиця. Згодом носить назву — Кудашівська вулиця. 
На розі Кудашівської й Катерининського проспекту учні й студенти Катеринослава спорудили барикаду, де прийняли бій 11 жовтня 1905 року з російським військом й поліцією. 
1923 року на честь барикадного бою вулиця перейменована більшовицьким Катеринославським губвиконкомом на Барикадну.

## Перехресні вулиці
Барикадна вулиця має продовження на іншій, південній стороні проспекту Яворницького, Виконкомівську вулицю.
- проспект Яворницького,
- вулиця Шолом-Алейхема,
- вулиця Якова Самарського,
- Барикадний провулок (колишня Невінчана балка[6]),
- Крутогірний узвіз.

## Будівлі

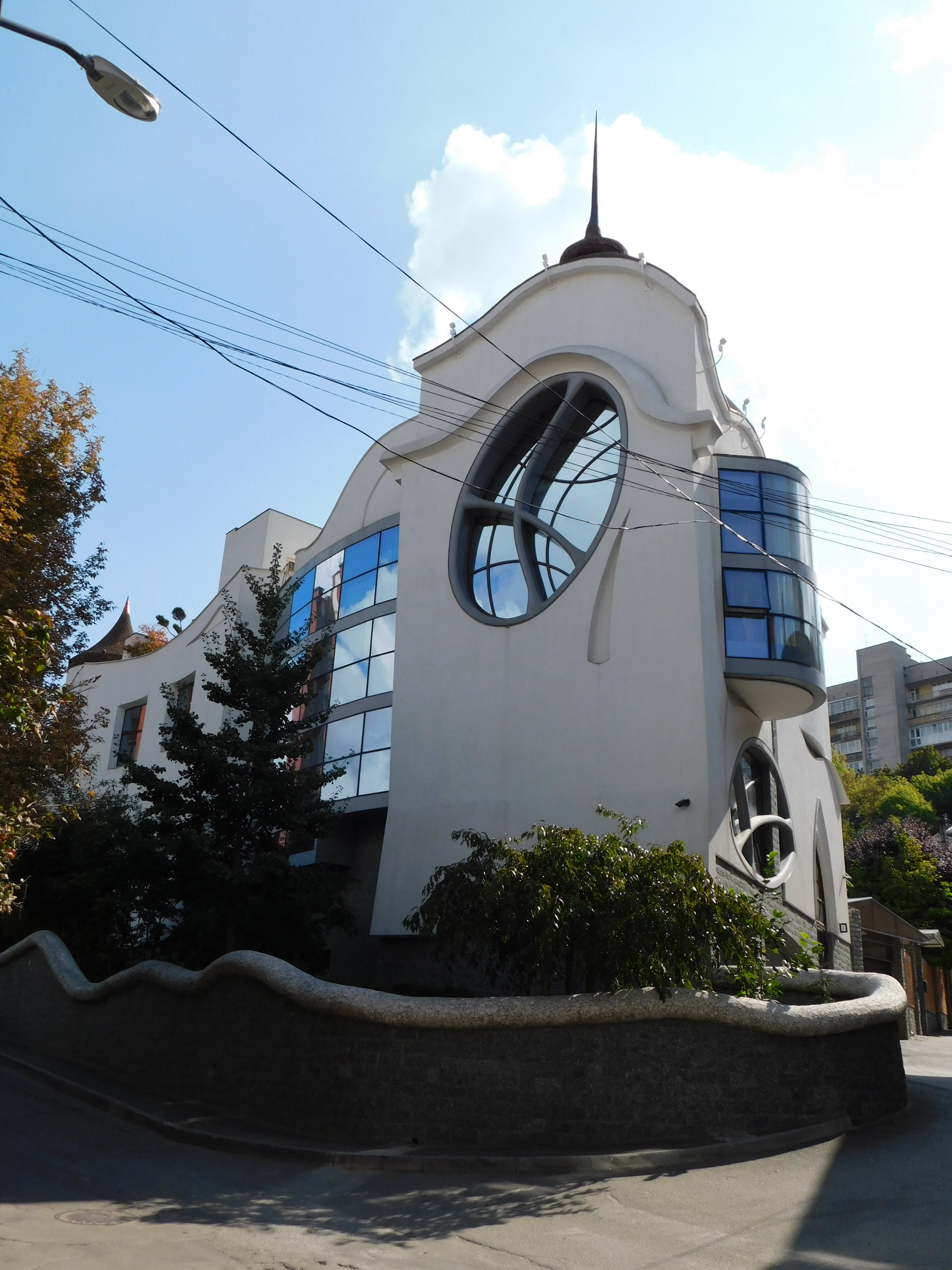
"Вілла Барселона" на Барикадному провулкові, 1 на розі Барикадної вулиці.

- № 2 — архітектурна пам'ятка «Будинок Розенберга»; з 1908 року тут існувало 2-га Катеринославська спілка взаємного кредіту[7];
- № 2к — квітковий ринок;
- № 5/7 — колишня Дніпропетровська швейна фабрика;
- № 10 — торговий центр «Кудашевський»;
- № 15а — Бізнес-центр «Сходи»;
- № 21а — Дніпропетровська обласна громадська молодіжна організація «Асоціація дискусійних клубів»;
- № 23 — Дніпровський центр метрології, Держспоживстандарт України.